# Helen Maria Williams
Helen Maria Williams, född 17 juni 1759 i London, död 15 december 1827 i Paris, var en brittisk författare, poet och översättare från franska till engelska. Hon var abolitionist och känd för att sympatisera med den franska revolutionens ideal, vilket gjorde henne kontroversiell i Storbritannien under sin samtid.

## Biografi
Helen Maria Williams föddes i London som en av tre döttrar till skotskan Helen Hay och den walesiska officeren Charles Williams. Hennes far avled 1762 och lämnade familjen med en god ekonomi. Hon debuterade som poet 1782. Hon fattade sympati för den franska revolutionens ideal och flyttade 1790 till Paris, där hon med kortare undantag var bosatt under resten av sitt liv. I Paris höll hon en litterär salong frekventerad av Mary Wollstonecraft, Francisco de Miranda och Thomas Paine, och förklarade sig sympatisera med girondisterna. Hon satt fängslad under skräckväldet men undgick avrättning. Hon blev under första kejsardömet känd som motståndare till Napoleon. 
Helen Maria Williams gifte sig aldrig men levde i flera år tillsammans med John Hurford Stone. 

## Verk
Helen Maria Williams var publicerad poet, utgav bland annat en roman, ett flertal översättningar och memoarer som beskrev hennes erfarenheter i Paris under franska revolutionen. Hennes kanske mest kända verk är hennes memoarer från revolutionen, Letters Written in France, 1790–1796. 

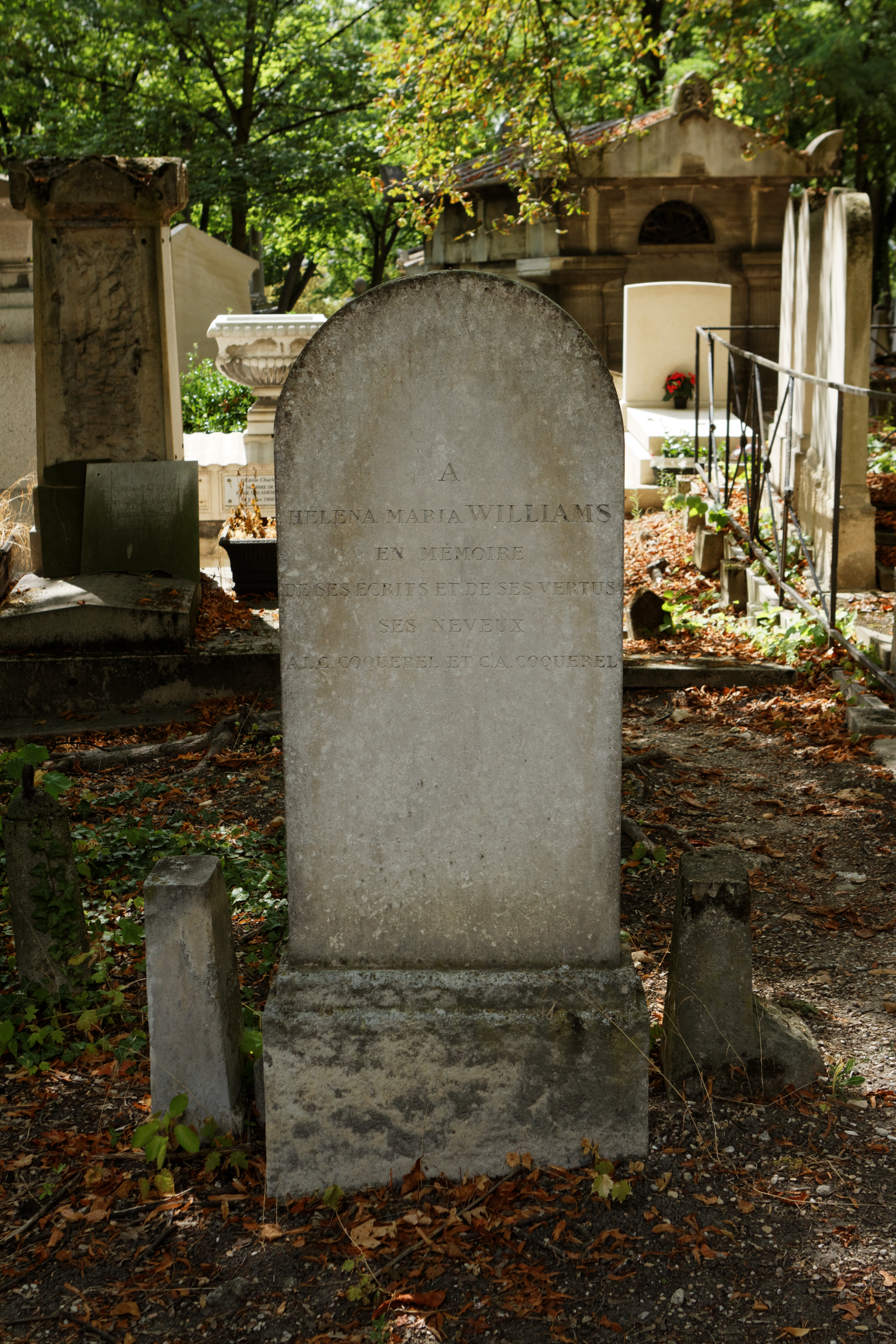
Williams gravsten på kyrkogården Père-Lachaise i Paris.